# Sho't
Sho't (hebreu: שוט, lit.  'fuet') és la designació israeliana del tanc Centurion de L7 de 105 mm, que va entrar al servei israelià a finals dels anys 60.

## Versions

### Sho't Meteor
El Sho't Meteor és un tanc Centurion amb el motor de gasolina Rolls-Royce Meteor original.

### Sho't Kal Alef/Bet/Gimel/Dalet
El Shot Kal és un tanc Centurion modernitzat amb un nou motor (el motor dièsel Continental AVDS-1790-2A i la transmissió Allison CD850-6). L'addició "Kal" fa referència a l'abreviatura del fabricant de motors Continental, originalment anotada en hebreu com "שוטקל" i transliterada com "sho'tqal".
El Kal va entrar en servei el 1970, i el 1974 tots els Centurions israelians i Sho't Meteor van ser actualitzats a Sho't Kal. Les subvariants indiquen actualitzacions rebudes pels tancs Sho't Kal durant la seva vida operativa, incloent un nou mecanisme de rotació de la torreta, un nou estabilitzador de canó, un nou sistema de control de foc i els preparatius per a la instal·lació del blindatge reactiu Blazer .

## Historial de combat

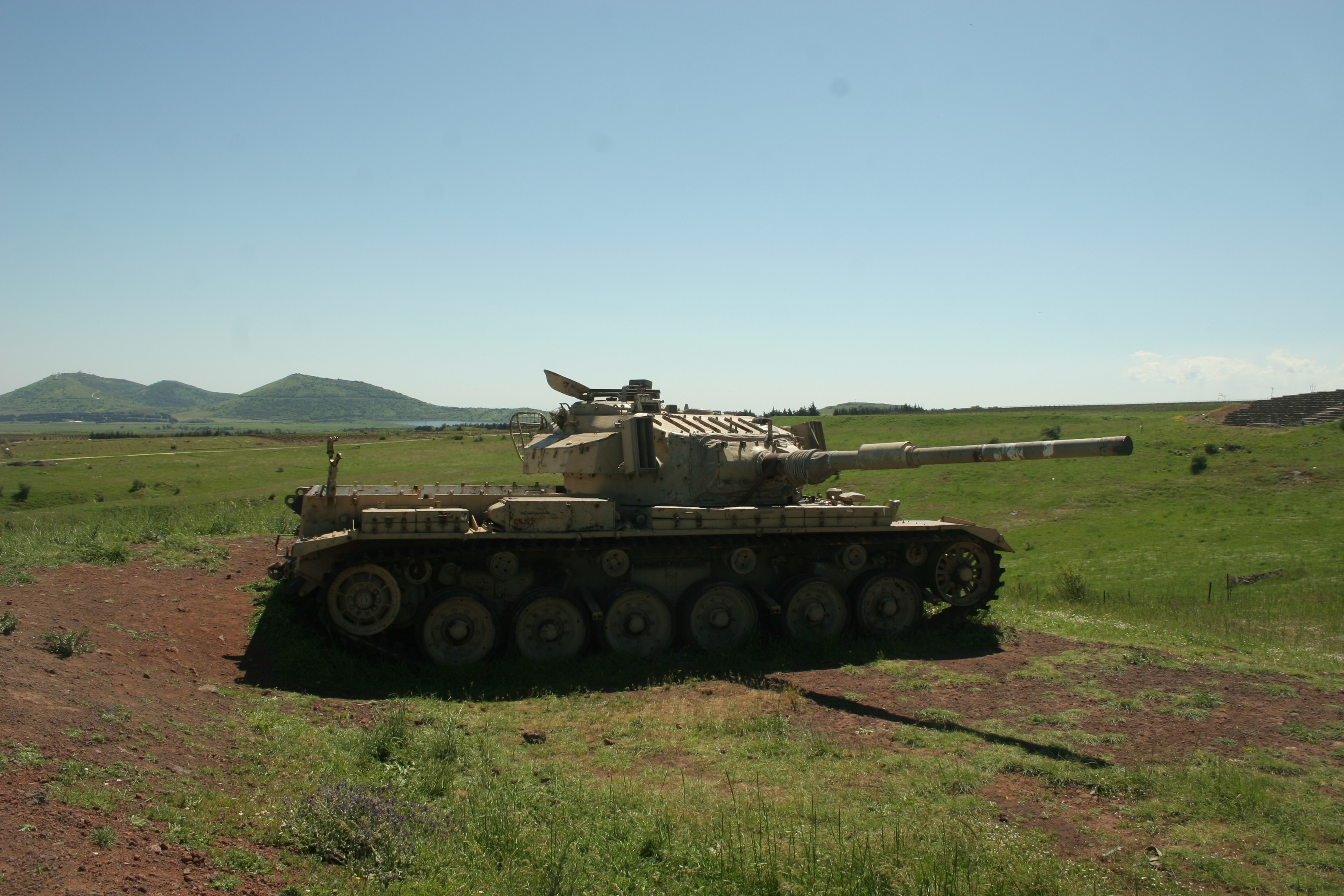
Un tanc Sho't al memorial Oz 77, a prop de la Vall de les Llàgrimes, als Alts del Golan

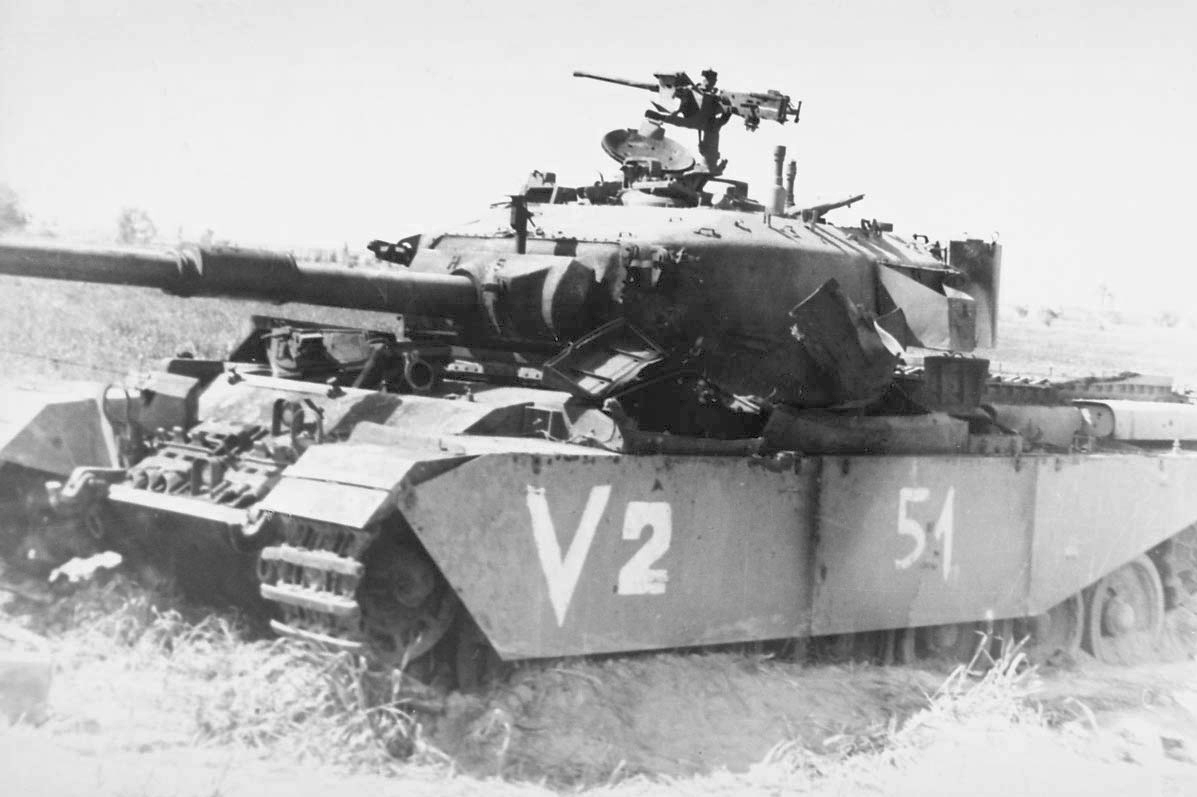
Sho't israelià destruït

El tanc Sho't va servir a la Guerra dels Sis Dies el 1967 i a la guerra del Yom Kippur el 1973; un d'ells, pertanyent a la 188a Brigada Blindada, era operat pel capità Zvika Greengold, un as de tancs israelià. No obstant això, com tots els tancs dels primers dies de la guerra de Yom Kippur de 1973, es va mostrar extremadament vulnerable a les armes de fabricació soviètica com el RPG-2, el RPG-7 i el míssil guiat Sagger, armes que els egipcis van utilitzar en gran nombre en travessar la línia de Bar Lev. S'estima que les forces armades israelianes van perdre fins al 40% dels seus grups blindats del sud durant els dos primers dies de la guerra, posant de manifest la necessitat de suport d'infanteria als grups blindats, que va culminar amb l'equipament dels principals tancs de batalla Merkava amb badies de tropes posteriors.
El Sho't també es va utilitzar en les invasions del Líban de 1978 i 1982.